# Pokémon Cartoons Dance Compilation
Pokémon Cartoons Dance Compilation è una raccolta di sigle di cartoni animati in versione remix e karaoke, pubblicata nel 2000, prodotto da Ice Records su licenza RTI SpA e distribuito da Self.

## Il disco
Pokémon Cartoons Dance Compilation è un album pubblicato nel 2000 con le versioni remix di alcune sigle di cartoni animati di quel periodo, in particolare della produzione Longhi-Vanni. Il disco uscì parallelamente alle collane di album principali di Cristina D'Avena, Fivelandia 18 e Cristina D'Avena e i tuoi amici in TV.  Questo album remix anticipa la collana Cartuno uscita l'anno successivo.

## Tracce
- CD: ICE 001011 CD

- MC: ICE 001011 MC

CD1
Edizioni musicali RTI Music.
1. Pokémon: oltre i cieli dell'avventura (Remix) – 3:32 (testo: Valeri Manera – musica: Longhi, Vanni)
2. What's my Destiny Dragon Ball (Remix) – 3:15 (testo: Valeri Manera – musica: Longhi, Vanni)
3. Sabrina (feat. Pietro Ubaldi) (Remix) – 2:35 (testo: Valeri Manera – musica: Longhi, Vanni)
4. Tiritere e ghirigori per due topi in mezzo ai fiori (Remix) – 2:31 (testo: Valeri Manera – musica: Longhi, Vanni)
5. Maledetti scarafaggi (Remix) – 2:06 (testo: Valeri Manera – musica: Longhi, Vanni)
6. Ai confini dell'universo (Remix) – 2:52 (testo: Valeri Manera – musica: Longhi, Vanni)
7. Pochaontas (Remix) – 2:46 (testo: Valeri Manera – musica: Fasano)
8. Pokémon (Remix) – 3:34 (testo: Valeri Manera – musica: Longhi, Vanni)
9. Diabolik (Remix) – 2:42 (testo: Valeri Manera – musica: Longhi, Vanni)
10. Dragon Ball (Remix) – 3:10 (testo: Valeri Manera – musica: Longhi, Vanni)
11. Lupin, l'incorreggibile Lupin (Remix) – 3:03 (testo: Valeri Manera – musica: Carucci)
12. Rossana (Remix) – 3:46 (testo: Valeri Manera – musica: Fasano)
13. Picchiarello (Remix) – 2:51 (testo: Valeri Manera – musica: Longhi, Vanni)
14. Pokémon: oltre i cieli dell'avventura (Base musicale con coro) – 3:05 (testo: Valeri Manera – musica: Longhi, Vanni)
15. Pokémon (Base musicale con coro) – 3:03 (testo: Valeri Manera – musica: Longhi, Vanni)
16. What's my Destiny Dragon Ball (Base musicale con coro) – 2:47 (testo: Valeri Manera – musica: Longhi, Vanni)
17. Dragon Ball (Base musicale con coro) – 3:19 (testo: Valeri Manera – musica: Longhi, Vanni)
18. Rossana (Base musicale con coro) – 4:34 (testo: Valeri Manera – musica: Fasano)

Durata totale: 55:31

## Interpreti
- Giorgio Vanni – tutte tranne Sabrina, Tiritere e ghirigori per due topi in mezzo ai fiori, Ai confini dell'universo, Pochaontas, Lupin, l'incorreggibile Lupin e Picchiarello
- Cristina D'Avena – Sabrina, Tiritere e ghirigori per due topi in mezzo ai fiori, Ai confini dell'universo, Pochaontas, Rossana e Picchiarello
- Enzo Draghi – Lupin, l'incorreggibile Lupin

## Produzione
- Alessandra Valeri Manera – Produzione
- Max Longhi – Produzione artistica e coordinamento per Banzai Music Production
- Giorgio Vanni – Produzione artistica e coordinamento per Banzai Music Production
- Morris Capaldi – Remix all'Act Studio S. Damiano, Milano
- Michele Brustia – Remix all'Act Studio S. Damiano, Milano
- Marcello Catalano – Remix al Gianburrasca Studio
- Alberto Cutolo – Mastering al Massive Art Studio, Milano
- Stefano Coletti – Grafica